# Symplecta sweetmani
Symplecta sweetmani är en tvåvingeart som först beskrevs av Alexander 1940.  Symplecta sweetmani ingår i släktet Symplecta och familjen småharkrankar. Inga underarter finns listade i Catalogue of Life.